# Centropogon viriduliflorus
Centropogon viriduliflorus är en klockväxtart som beskrevs av Franz Elfried Wimmer. Centropogon viriduliflorus ingår i släktet Centropogon och familjen klockväxter. Inga underarter finns listade i Catalogue of Life.